# Saša Janković
Saša Janković, cyr. Саша Јанковић (ur. 24 kwietnia 1970 w Loznicy) – serbski prawnik i polityk, w latach 2007–2017 rzecznik praw obywatelskich.

## Życiorys
Na początku lat 90. był ochotnikiem w oddziałach samozwańczej Republiki Serbskiej Krajiny podczas wojny w Chorwacji. W 1996 ukończył studia prawnicze na Uniwersytecie w Belgradzie, specjalizując się w prawie administracyjnym. W 2005 został absolwentem wydziału nauk politycznych tej samej uczelni.
W latach 1994–1997 pracował w agencji prasowej Novinska agencija Beta. Później był urzędnikiem w ministerstwie sportu i młodzieży Federalnej Republiki Jugosławii, pełnił funkcję sekretarza resortu i asystenta ministra. W 2003 został doradcą ds. prawnych w misji Organizacji Bezpieczeństwa i Współpracy w Europie w Serbii i Czarnogórze.
W czerwcu 2007 wybrany przez Zgromadzenia Narodowego Republiki Serbii na pierwszego serbskiego ombudsmana. W sierpniu 2012 uzyskał reelekcję na drugą pięcioletnią kadencję z poparciem wszystkich głównych ugrupowań w parlamencie.
W lutym 2017 zrezygnował z zajmowanego stanowiska celem wystartowania jako kandydat niezależny w wyborach prezydenckich. Poparcie dla jego kandydatury zadeklarowały m.in. opozycyjne Partia Demokratyczna oraz Nowa Partia. W wyborach (zakończonych w pierwszej turze głosowania zwycięstwem premiera Aleksandara Vučicia) zajął drugie miejsce z wynikiem około 16,5% głosów. Założył następnie nowe ugrupowanie polityczne pod nazwą Ruch Wolnych Obywateli (PSG). Kierował tą formacją do grudnia 2018, w kolejnym miesiącu zrezygnował z członkostwa w partii.